# Вайнгартен, Акива
Рабби Акива Вайнгартен (род. 23 декабря 1984 года, Монси, штат Нью-Йорк, США) — немецко-американский либеральный раввин. С 2019 года является главным раввином земли Саксония и городским раввином Дрездена, а также раввином либеральной еврейской общины «Migwan» в Базеле (Швейцария). Основатель синагог Haichal Besht в Бней-Браке и Берлине, а также основатель Besht Yeshiva Dresden — первой в мире либерально‑хасидской ешивы и первой новой ешивы в Восточной Германии после Холокоста.

## Ранняя жизнь и образование
Вайнгартен вырос в ортодоксальной хасидской общине Сатмар в Нью-Джерси, был старшим из одиннадцати детей, родным языком для него был идиш. Семья по отцовской линии происходила из Венгрии, по материнской — из Литвы. С раннего возраста Вайнгартен проявлял критическое мышление и задавал вопросы в ешиве — что не приветствовалось в его общине.
Первую смиху (ординацию) он получил в 17 лет; вскоре переехал в Израиль и прожил в ультра‑ортодоксальном Бней-Браке около десяти лет, получив там ещё две ординации; к возрасту 21 год имел уже двух детей.
В 2014 году Вайнгартен покинул Израиль и религиозную среду, переехал в Германию и изучал еврейскую теологию в Университете Потсдама. В 2019 году был назначен раввином Дрездена и Базеля.
В июле 2025 года избран представителем Германии на Всемирный сионистский конгресс.

## Карьера
С августа 2019 года Вайнгартен возглавляет либеральную общину Migwan в Базеле и является раввином в Дрездене, сменив на этом посту Александра Начаму. Он активно содействует интеграции выходцев из харедим в светскую жизнь через образование, духовную поддержку и трудоустройство.
В 2017 году он основал общину Besht-Berlin, где регулярно проводились шаббатние служения, киддуши и учебные группы. В 2020 году была основана Besht Yeshiva Dresden, открытая школа для молодых людей, покинувших ультраордоксальные общины.
В 2021 году Вайнгартен инициировал создание Jüdische Kultusgemeinde Dresden — еврейской общины в Дрездене с примерно 200 членами; её синагога — Synagogue Neustadt, официально открытая 3 сентября 2023 года.

## Философия и стиль
Вайнгартен единственный либеральный раввин, который на шаббат носит хасидскую одежду — штрeймел и кафтaн. В его проповедях часто используются хасидские истории и толкования Торы, облечённые в современный и либеральный контекст — его он называет себя «либерально‑хасидским» раввином.